# Пљуни и запјевај моја Југославијо
Пљуни и запјевај моја Југославијо је LP-албум групе Бијело дугме из 1986. године у издању дискографске куће "Дискотон". Све пјесме је написао Горан Бреговић, осим пјесама „Хајдемо у планине“ и „Пјесма за малу птицу“ (Бреговић/Арнауталић/Кеновић). Албум је сниман у студију I РТВ Сарајево, док је пјесма „Хајдемо у планине“ миксана у студију "Југотон", Загреб.
Пљуни и запјевај моја Југославијо је први албум бенда који је снимио са вокалистом Аленом Исламовићем, који је у бенд дошао као замена за Младена Војичића "Тифе". То је уједно и први албум бенда од живог албума Концерт код Хајдучке чесме из 1977. на којем је клавијатуриста Лаза Ристовски као званични члан бенда и последњи студијски албум бенда са клавијатуристом Владом Правдићем.
Албум је 1998. године оцењен као 53. на листи 100 највећих југословенских рок и поп албума.

## Позадина и снимање

### Долазак Алена Исламовића
Ален Исламовић, који је почетком јесени 1986. преузео место певача Бијелог дугмета, две године раније је безуспешно прогоњен од стране вође бенда Горана Бреговића, непосредно након одласка дугогодишњег певача Жељка Бебека из бенда у пролеће 1984. Несигуран о нестабилним међуљудским односима унутар бенда и страхујући од могућег Бебековог повратка у окриље, Исламовић је тада одлучио да одбије понуду и остане са Дивљим јагодама; двадесеттрогодишњи почетник Младен "Тифа" Војичић тако је постао нови вокал Бијелог дугмета, снимивши студијски албум Бијело дугме из 1984. са бендом.
Под притиском професионалних обавеза, изненадне славе и медијског скандала који је открио његову употребу ЛСД-а, Војичић је након само годину дана напустио Бијело дугме, а Исламовић је поново добио позив да се придружи. Овог пута, Дивље јагоде су се налазиле ван Лондона. Сумњајући у међународну перспективу, 29-годишњи Исламовић је овог пута одлучио да прихвати понуду, напуштајући Дивље јагоде и враћајући се у Југославију да се придружи групи.
Говорећи о другој промени вокала за две године и уопште кадровским проблемима бенда, Бреговић је тада изјавио:
| „ | Јебеш певање, јебеш и певача. Оно што је важно је каква је особа. Највећи проблем у Дугмету је да ли можемо да радимо заједно или не. Све остало је лако. Веома сам задовољан Аленом. Мој бенд је здрав. Доста нам је пијанаца и наркомана. | ” |

### (Само)-цензура
Због притиска југословенских комунистичких власти, Бреговић је на крају одустао од спровођења неких идеја које је првобитно замислио за албум.
Када је почео да га концептуализује, Бреговић је желео да Пљуни и запјевај моја Југославијо садржи прилоге појединаца познатих по политичким ставовима ван званичне идеологије СФР Југославије коју је заступао Савез комуниста Југославије, једина легално дозвољена политичка партија у земљи. У том циљу, он и менаџер бенда Рака Марић су се обратили тројици таквих особа које су у том тренутку више од деценије биле практично искључене из јавног дискурса у Југославији:
- поп певач Вице Вуков који је представљао СФР Југославију на Песми Евровизије 1963. и 1965. године пре него што је видео да су му изгледи за каријеру маргинализовани због тога што је био означен као хрватски националиста као резултат његовог повезивања са политичким покретом Хрватско пролеће,
- сликар и експерименталац Мића Поповић, повезан са југословенским филмским покретом Црни талас, који је стекао дисидентску репутацију због својих слика и филмова раних 1960-их,
- политичар и дипломата Коча Поповић који је, упркос истакнутој улози у Другом светском рату у партизанском отпору, био командант њихове 1. пролетерске бригаде — ангажман који му је у послератној комунистичкој Југославији донео орден Ордена народног хероја, а затим високе политичке и дипломатска именовања — ипак су тихо уклоњена из јавног живота 1972. након што су изашли у прилог Латинки Перовић и Марку Никезићу, водећим личностима такозваних „српских либерала“, либералне фракције унутар огранка Савеза комуниста Југославије у СР Србији.[4]

Бреговићева идеја је била да Вуков отпева баладу „Ружица си била, сада више ниси“. Међутим, иако је Вуков прихватио, план никада није реализован након што је менаџера бенда Марића привела и саслушала полиција на сарајевском аеродрому по повратку из Загреба где се састао са Вуковим. Допринос Миће Поповића албуму је била његова слика Две године гаранције на којој је пензионер спавао на клупи у парку док је користио странице листа Политика као ћебе да се угреје, што је Бреговић желео да искористи као омот албума. Када се обратио, Мића Поповић је такође прихватио, али је упозорио Бреговића на могуће проблеме са којима ће се музичар вероватно суочити. Коначно, Коча Поповић је наводно донекле прихватио идеју да учествује на албуму, али је ипак одбио понуду.

## Листа пјесама
1. „Пљуни и запјевај моја Југославијо“
2. „Замисли“
3. „Ноћас је к'о лубеница пун мјесец изнад Босне"
4. „Те ноћи кад умрем, кад одем, кад ме не буде"
5. „А и ти ме изневјери“
6. „Зар не видиш да правим будалу од себе“
7. „Хајдемо у планине“
8. „Пјесма за малу птицу“
9. „Ружица си била сада више ниси“

## Чланови групе
- Зоран Реџић
- Горан Ивандић
- Владо Правдић
- Ален Исламовић
- Горан Бреговић
- Лаза Ристовски

## Сарадници
- Продуцент: Горан Бреговић
- Извршни продуцент: Радомир Марић - Рака
- Снимао и миксао: Дамир Беговић
- Сниматељ: Бранко Подбрежнички
- Идејно рјешење омота: „ТРИО“ Леила Мулабеговић, Далида Дураковић и Бојан Х. Халиловић
- Коришћена фотографија: Модерни револуционарни плес
- Ненад Стефановић Јапанац
- Синан Алимановић
- Слободан Соколовић,
- Амела, Амила и Зу

## Пријем
Највећи хитови албума испоставили су се „Хајдемо у планине”, „Ноћас је к'о лубеница пун мјесец изнад Босне”, „А и ти ме изневјери” и баладе „Те ноћи кад умрем, кад одем, кад ме не буде” и „Ружица си била, сада више ниси“. Наредна промотивна турнеја широм Југославије такође је била веома успешна са распродатим спортским аренама где год је бенд ишао.

### Сукоб Бреговић-Кремер
Велики део критичара, међутим, није волео Пљуни и запјевај моју Југославијо. Драган Кремер је у својој рецензији Данаса повукао паралеле између економске и политичке кризе у СФР Југославији и онога што он види као сталне креативне кризе бенда:
| „ | Нажалост, оно што овај албум чини тако 'југословенским' највише има везе са кризом и недостатком критеријума које више није могуће сакрити. | ” |

Године 1987. Кремер је отишао даље гостујући у емисији ТВ Сарајево Мит мјесеца, програму који је супротстављао југословенске рок критичаре рок звијездама у земљи — дозвољавајући критичари да директно постављају питања музичарима који су сједили преко пута њих у истом студију. У случају Кремеровог појављивања, Бреговић није био у студију због турнеје — Кремерова снимљена питања су тако Бреговићу показана док је снимана његова реакција. Изражавајући несклоност новом албуму бенда, Кремер је погледао у камеру и директно се обратио Бреговићу:
| „ | Као човек који обожава грамофонске плоче до фетишизма, ја мрзим ово што ћу сада рећи и урадити, али морам да урадим - и да питам такође. Сви велики аутори на ово питање обично одговарају да су им сва њихова дела без обзира које врсте подједнако драга и квалитетна, али - да ли је могуће да је баш овај албум твоје најружније и најглупље дело? | ” |

Након наведеног, Кремер је поцепао омот албума. Видно љути Бреговић је реаговао псовком испод гласа и кренувши у увредљиву тираду упућену Кремеру:
| „ | Тешко је и блесавом имат' амбиција да те баш сви воле, поготово овакви, некакви мали, дебели прасци са зулуфима, који вјероватно још увијек у четрдесетој онанирају. Уосталом, то је гомила имбецилних питања на које је и од мене тешко тражити колико-толико бистар одговор... Има ту нешто нелогично: ми крећемо на турнеју са 400.000 продатих плоча, што овакви типови пљују редовно. Е сад - или је блесав народ, а овај тип је у праву - или ја још увијек пишем боље пјесме него он критике. | ” |

Инцидент је тада добио велику пажњу у југословенским медијима са фокусом на обично смиреног и прибраног Бреговића који губи живце.

## Турнеја
Турнеја за овај албум је почела 31. јануара 1987. године у Гостивару. Такође су имали концерте у Велесу, Ђевђелији, Чачку, Скопљу итд. 7. фебруара исте године, одржан је спектакуларни концерт у Београду. Оно што је занимљиво за београдски концерт, јесте директно укључење у ТВ Дневник РТБ.

## Наслеђе
Године 1998. албум Пљуни и запјевај моја Југославијо био је на 53. месту на листи 100 највећих југословенских рок и поп албума.
2015. године омот албума Пљуни и запјевај моја Југославијо заузео је 98. место на листи 100 највећих омота југословенског рока.

### Нови партизани
Уз бок албума Смрт фашизму! Плавог оркестара и Тешко мени са тобом (а још теже без тебе) групе Мерлин, Пљуни и запјевај, моја Југославијо повремено је категорисан као део Нових партизана, колекције албума сарајевских бендова из средине 1980-их.
Термин Нови партизани увео је током јесени 1986. године менаџер Плавог оркестара Малколм Мухарем као средство промоције најновијег издања својих клијената и потенцијалног скока покретања још једног (суб)културног покрета, сличног ономе што је он је учествовао у постизању три године раније са Новим примитивизмом. Иако се Нови партизани никада нису појавили као кохерентан покрет, овај термин су преузели бројни југословенски новинари који га и даље користе када описују различите фазе у каријери Бијелог дугмета, Дина Мерлина, Плавог оркестара и Хари Мата Харија.